# Annonciation (Giotto)
Pour les articles homonymes, voir Annonciation (homonymie).
Annonciation est une fresque réalisée vers 1303-1305 par le peintre italien Giotto di Bondone sur une des parois  de la chapelle des Scrovegni à Padoue. 

## Description
Cette Annonciation est peinte sur l'arc d'entrée d'une chapelle de la chapelle des Scrovegni, à Padoue où la forme architecturale réelle de l'arcade est utilisée pour la disposition significative des personnages en annonciation d'encadrement placée directement sous la fresque de  « Dieu envoyant Gabriel auprès de la Vierge » (Dio invia l'arcangelo Gabriele). 

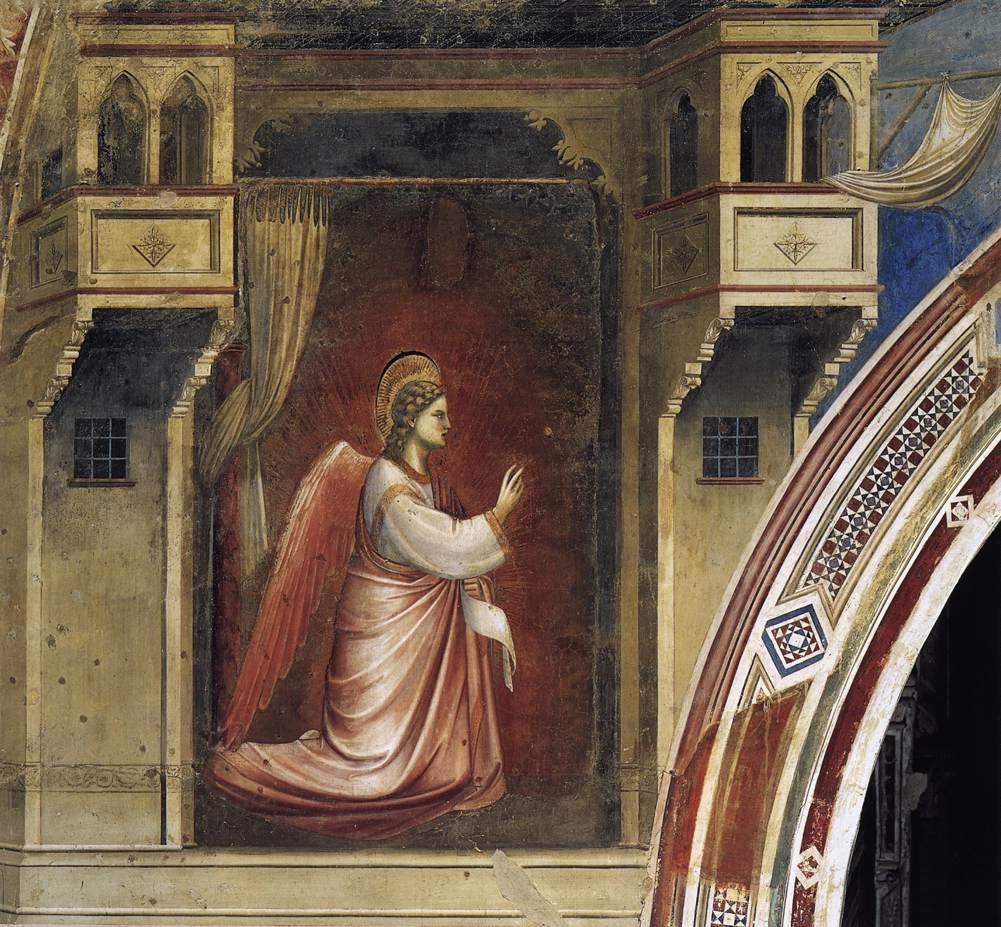
Partie gauche avec l'archange Gabriel, « l'ange annonciateur ».
Arc d'entrée de la chapelle
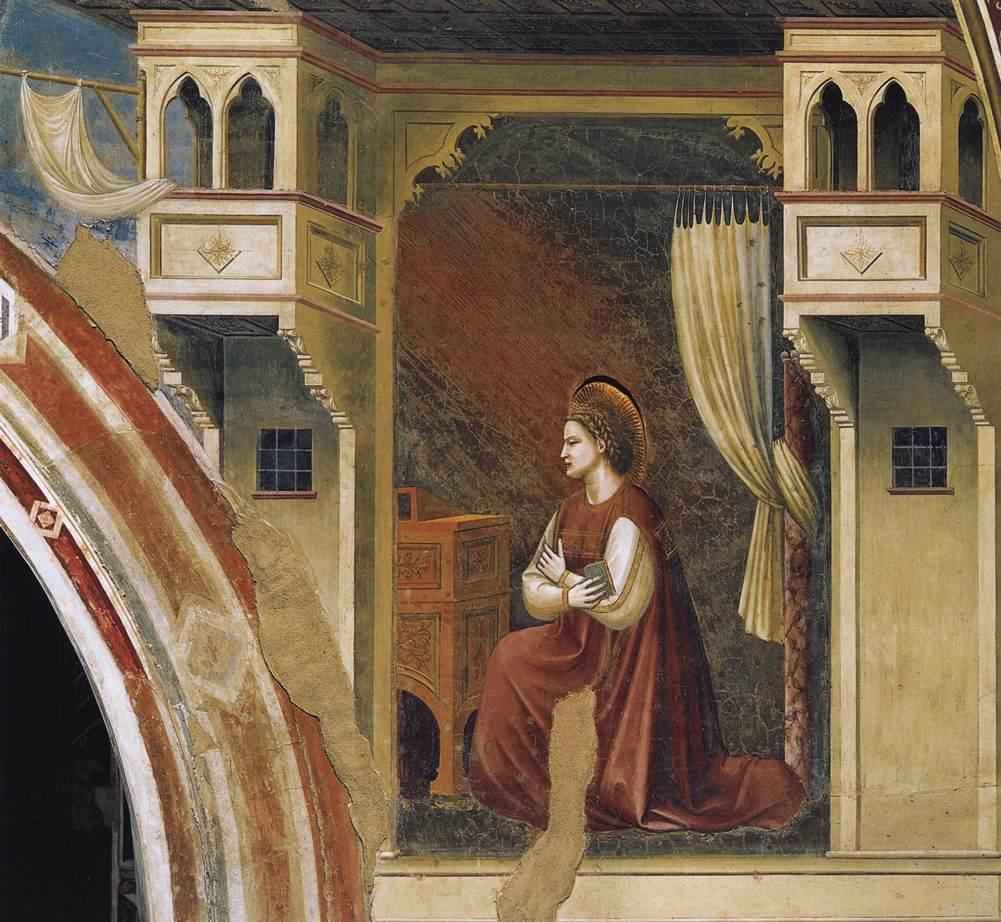
Partie droite avec Marie, « la Vierge annoncée ».

## Postérité
La fresque fait partie du musée imaginaire de l'historien français Paul Veyne, qui le décrit dans son ouvrage justement intitulé Mon musée imaginaire.